# Guy Richardson
Guy Colquhoun Richardson (* 8. September 1921 in Guildford, Surrey; † 27. Oktober 1965 in Hillingdon, London) war ein britischer Ruderer und 1948 Olympiazweiter im Achter.

## Leben
Guy Richardsons Vater Alexander Richardson hatte bei den Olympischen Winterspielen 1924 Silber im Viererbob gewonnen und stieg später zum Major General auf. Guy Richardson besuchte das Eliteinternat Winchester College und gehörte zu dessen Rudercrew. Nach dem Zweiten Weltkrieg ging Guy Richardson auf das Magdalene College der University of Cambridge. 1947 und 1948 gewann er mit dem Achter seiner Universität das Boat Race gegen Oxford.
Bei den Olympischen Spielen 1948 in London war Richardson Mitglied des britischen Achters, der sich mit Siegen im Vorlauf und im Halbfinale für das Finale qualifizierte. Christopher Barton, Michael Lapage, Guy Richardson, Ernest Bircher, Paul Massey, Charles Lloyd, David Meyrick, Alfred Mellows und Steuermann Jack Dearlove erreichten das Ziel im Finale mit zehn Sekunden Rückstand auf den US-Achter, hatten aber drei Sekunden Vorsprung vor den drittplatzierten Norwegern.
Guy Richardson starb 1965, als er mit einem Flug der British European Airways aus Edinburgh bei der Landung in London-Heathrow abstürzte. Alle 30 Passagiere und die sechs Crew-Mitglieder kamen ums Leben.